# Gianni e Pinotto banditi col botto
Gianni e Pinotto banditi col botto (Dance with Me, Henry), è un film con Bud Abbott e Lou Costello, meglio noti in Italia come Gianni e Pinotto.
È il loro ultimo film insieme (Costello da solo farà un altro film, mentre per Abbott è l'ultimo in assoluto). La regia è di Charles Barton, che aveva già diretto la coppia in altri otto film negli anni precedenti.

## Trama
Bud e Lou, due amici sempliciotti, sono i proprietari di un parco di divertimenti per bambini. Bud, un ossessivo giocatore d'azzardo, finisce nei guai con la mafia, e Lou si trova a dover lottare per mantenere con sé i bambini che ha adottato. Quando Bud viene coinvolto suo malgrado in un losco affare, Lou prova ad accordarsi con il procuratore distrettuale, ma finisce con l'essere incastrato con l'accusa di omicidio.